# Zonitis costatipennis
Zonitis costatipennis es una especie de coleóptero de la familia Meloidae.

## Distribución geográfica
Habita en Benín.